# アンドロメダ座S星
アンドロメダ座S星（あんどろめだざSせい）またはSN 1885Aとは、1885年にアンドロメダ銀河で発見された超新星のことである。この超新星は、アンドロメダ銀河中で観測された唯一のものであり、天の川銀河以外で最初に記録された超新星である。「1885年の超新星」として知られている。

## 発見
この超新星が最初に観測されたのは1885年8月17日、フランスはルーアンの天文学者リュドヴィク・グイによるもので、公開の観測会中に気が付いたとされる。当初グイは、望遠鏡の欠陥によるものと思い込み、この天体の重要性に気づかなかった。
8月19日には、アイルランドはベルファストのアマチュア天文家アイザック・ウォードが、この天体を見つけた。
翌8月20日には、エストニアのドルパト天文台において、エルンスト・ハルトヴィッヒによって観測されたが、ハルトヴィッヒがこれを月明りがない日にも観測して本物の天文現象と確認し、アストロノミシェ・ナハリヒテンの編集者アーダルベルト・クリューガーへ通報したのは、8月31日のことだった。ハルトヴィッヒの通報をもってこの天体は「発見」となり、以後数多くの観測が行われた。グイやウォードの観測も、ハルトヴィッヒの発見によって存在が明らかとなった。
20世紀になって行われた、これらの観測を総合した光度曲線の分析では、ウォードの観測報告は、光度極大付近のこの天体にしては暗すぎるとして、分析から除かれ、信憑性が疑われている。

## 特徴

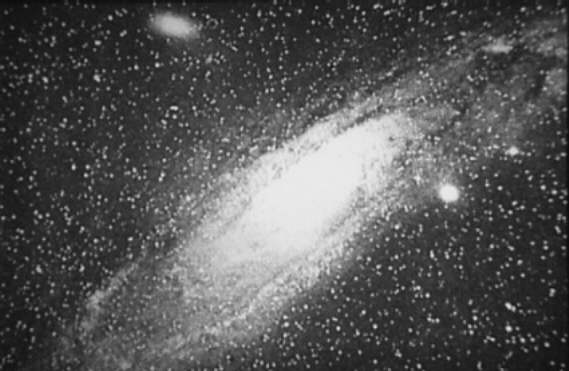
アイザック・ロバーツによるアンドロメダ銀河の写真。ロバーツは、アンドロメダ座S星の出現時にもアンドロメダ銀河を撮影している。

### 光度・色
アンドロメダ座S星は、1885年の8月21日から22日にかけて最も明るくなり、視等級が5.66（絶対等級では-18.74）に達した後、半年程で14等級まで暗くなった。最後に観測されたのは1886年2月で、アメリカ海軍天文台が16等級と記録している。増光と減光が非常に速く、光度極大近辺では赤みを帯びているなど、他の多くのIa型超新星とは異なる特徴を示す。赤みは、暗くなるのに伴ってなくなり、光度極大の2ヶ月後には、他のIa型超新星と同じような色になった。

### スペクトル
明るさを測る測光観測だけでなく、いくつかの分光観測も行われ（当時はスペクトルを写真に記録することはできなかったが）、観測記録によれば、精度は十分でないながら、連続光の上に何本かの輝線がのったスペクトルが見られ、輝線の頂点の波長は、Ia型超新星に特徴的な輝線の波長と概ね一致していた。

### 超新星残骸

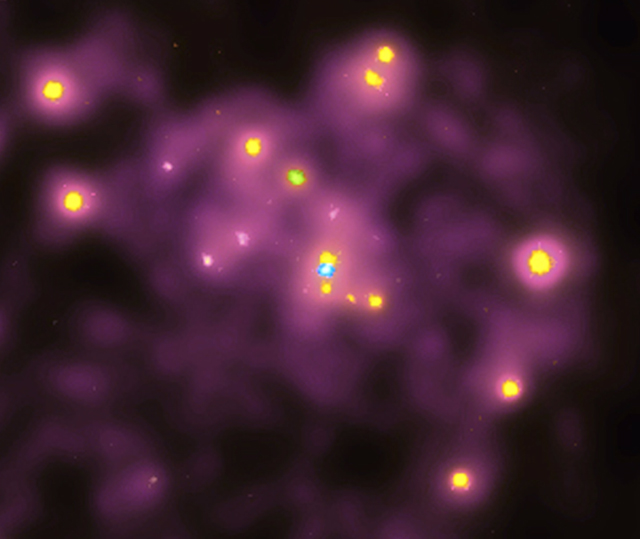
チャンドラX線天文台が撮影したアンドロメダ銀河中心部。アンドロメダ座S星の位置は、中央右寄りにあるが、目立ったX線源はみられない。出典: NASA / CXC / SAO

アンドロメダ座S星が出現した位置は、アンドロメダ銀河の中心核から16秒で、銀河の表面輝度が高い位置にあることが超新星残骸の検出を難しくしていた。しかし、1988年にキットピーク国立天文台のメイヨール4m望遠鏡による観測で、鉄に富んだ超新星残骸が発見された。この観測では、銀河の光が明るいことを逆手にとり、鉄原子が銀河の光を吸収して暗くなったところをとらえ、超新星残骸の検出に成功した。爆発による放出物が鉄を豊富に含んでいることは、この爆発がIa型超新星であったことと辻褄が合う。
1995年以降、ハッブル宇宙望遠鏡によっても観測が行われており、撮影された超新星残骸の大きさが、Ia型超新星の典型的な膨張速度から予想される大きさとよく合っていることがわかった。また、鉄の他にカルシウム、マグネシウム、マンガンでも吸収を起こしていることもわかった。更に詳細な観測から、鉄の放出物には噴煙状の構造が見られるのに対し、カルシウムの放出物はどちらかと言えば球対称に近く、中心に近いところにコブ状構造があることがわかった。このような超新星残骸の分布は、熱核暴走の途中から衝撃波が形成される遅延爆轟波説による爆発とよく合うとされている。

### 分類
以上のことから、アンドロメダ座S星は、いくつか異常な点があるにせよ、Ia型超新星に分類されている。近年の研究では、SN 1939BとSN 2002bjと共に、Ia型超新星内の新しい小分類に位置付ける考え方もある。